# ミックステープ
ミックステープ（Mix tape）とは主にアメリカ合衆国で生産・発売されるテープ・CDの一種である。ミックスCD（Mix CD)などとも言われる。

## ミックステープ （ヒップホップ、ラップ、R&B、ハウス、テクノ等）
主にヒップホップ、ラップ、R&B、レゲエなどの音楽ジャンルにおいて、DJが未発又は既発の歌手の楽曲にリミックスを施し、ほとんどは製作者などの許可を得ずに路上などで発売するカセットテープである。これはある種ヒップホップの文化の一つとも言え、歌手やレコード会社は自らの楽曲が宣伝になり、またDJは自らのリミックス技術の宣伝となるため、本来違法であるもののほぼ黙認状態にある。また、歌手が楽曲をDJに直接提供する場合もある。形式上は宣伝用となっているものがほとんどであるが、路上販売・店頭販売などが行われている。近年ではインターネット上でのダウンロード販売、もしくは無料ストリーミングで行われることも多い。
DJのリミックスの方法はいくつかあり、楽曲がそのまま収録されるものとメロディーを独自のものに変えるものがある。発売前の楽曲は両方が行われるが、発売後の楽曲はほとんどが後者である。また、正規の楽曲では実現し得ないフィーチャリングが擬似共演（トゥパックとノトーリアス・B.I.G.の組み合わせや、世代が違う歌手同士の組み合わせなど）という形で行われるものも人気が高い。

## ミックスCD（テクノ、トランス）
ミックステープとは違い、EU圏での発売が多い。主に曲同士のテンポをあわせ、クロスフェーダーを用いた選曲を行う。ライブをそのまま録音してそのまま発売するアーティストも居る。またクラブデビューをするために自作のミックスCDをクラブやレコード会社に送るDJも居る。